# Groupe de NGC 864
Le groupe de NGC 864 comprend au moins trois galaxies situées dans la constellation de la Baleine. La distance moyenne entre ce groupe et la Voie lactée est d'environ 22,2 Mpc (∼72,4 millions d'al). 

## Membres
Le tableau ci-dessous liste les 3 galaxies qui sont indiquées sur le site « Un Atlas de l'Univers » créé par Richard Powell.  
| Nom      | Classification | Type                        | α (J2000.0)   | δ (J2000.0) | Vitesse radiale (km/s) | Magnitude apparente | Distance (Mpc) |
| -------- | -------------- | --------------------------- | ------------- | ----------- | ---------------------- | ------------------- | -------------- |
| NGC 864  | SAB(rs)c       | Spirale intermédiaire       | 02h 15m 27.6s | 06° 00′ 09″ | 1562 ± 1               | 10,9                | 21,4 ± 1,5     |
| UGC 1670 | Sm?            | Spirale magellanique        | 02h 10m 44.3s | 06° 45′ 30″ | 1601 ± 5               | 14,8                | 22,4 ± 1,6     |
| UGC 1803 | SB(s)m?        | Spirale barrée magellanique | 02h 20m 29.3s | 06° 48′ 39″ | 1624 ± 4               | 14,7                | 22,7 ± 1,6     |

Le site DeepskyLog permet de trouver aisément les constellations des galaxies mentionnées dans ce tableau ou si elles ne s'y trouvent pas, l'outil du site constellation permet de le faire à l'aide des coordonnées de la galaxie. Sauf indication contraire, les données proviennent du site NASA/IPAC. 